# McDermott International

Historisches Logo von McDermott

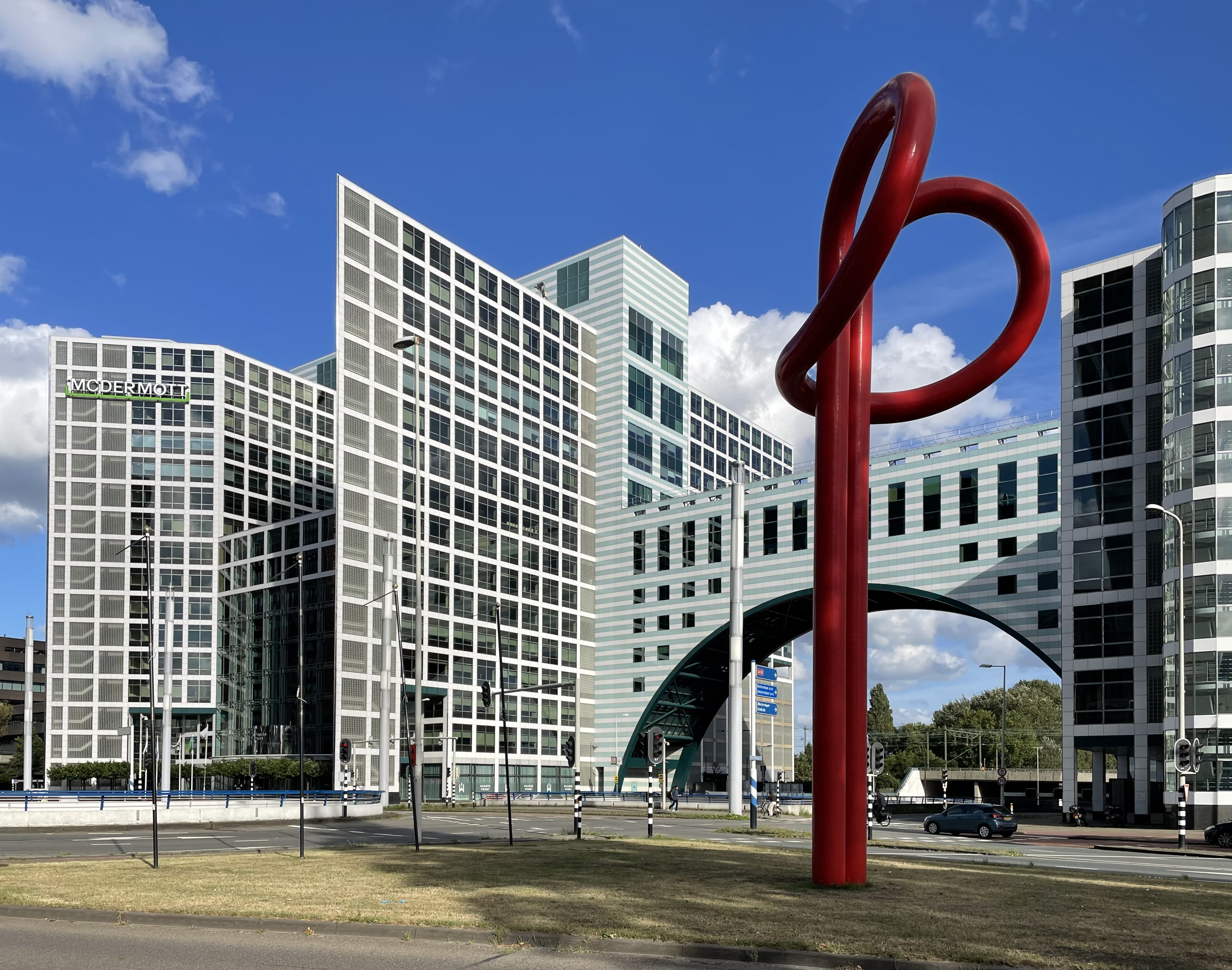
McDermott-Büros in Den Haag, Niederlande

McDermott International, Inc. ist ein panamaischer Offshore-Dienstleister. Der rechtliche Sitz befindet sich seit 1982 in Panama, der operative Sitz in Houston, Texas.
Die wichtigsten Kunden in den Jahren 2014 und 2015 waren Saudi Aramco und INPEX Operations Australia.

## Geschichte
McDermott International wurde 1946 als J. Ray McDermott gegründet. 1978 wurde Babcock & Wilcox (B&W) übernommen. B&W gewann 2010 durch einen Börsengang wieder seine Eigenständigkeit.

### J. Ray McDermott
1950 wurde die erste Plattform, die vollständig aus Beton gefertigt wurde, von JRM im Golf von Mexiko installiert. 1954 wurde die erste Plattform in einer Wassertiefe von ca. 30 m (100 ft) errichtet und nur zwei Jahre später wurde das Produktionswerk Morgan City im US-Staat Louisiana eröffnet, dieses war das erste Werk weltweit, welches speziell für die Herstellung von Offshore-Bauwerken errichtet wurde.
1985 wurde von Mitsui Engineering & Shipbuilding für das Unternehmen HeereMac, ein Gemeinschaftsunternehmen von McDermott und Heerema Marine Contractors, die McDermott Derrick Barge No. 102 gebaut. Das heute als Thialf bekannte Arbeitsschiff ist der leistungsfähigste Schwimmkran der Welt mit einer Tragfähigkeit von 14.000 Tonnen (t) im Tandemhub. Nur drei Jahre später, 1988, wurde die DB50, der damals stärkste Monohull-Schwimmkran der Welt mit einer Kapazität von 3992 t erworben. 1989 wurde von J. Ray ein weiterer Rekord für das Legen von Pipelines im Golf von Mexiko aufgestellt, als zwischen den Shell Bullwinkle und Boxer-Plattformen eine Leitung in 1350 ft Tiefe verlegt wurde.
Im Jahre 1993 wurden von J. Ray erstmals Pipelines im J-Lay-Verfahren im Rahmen des Auger-Projektes für Shell verlegt, das Verlegen erfolgte damals in der Rekordtiefe von bis zu 720 m (2860 ft).
Beim Shell-Brutus-Projekt wurden im Jahr 2000 rund 26 Kilometer (etwa 16 Meilen) 20-Zoll-Pipeline verlegt. Mit einer Tiefe von rund 920 m (3010 ft) war dies die größte Tiefe in der damals eine Pipeline im S-Lay-Verfahren verlegt wurde.
Im Mai 2018 wurde die Fusion der Chicago Bridge & Iron Company mit McDermott International bekanntgegeben, das fusionierte Unternehmen tritt seitdem als McDermott auf und die Börsennotierung der bisherigen CB&I wurde eingestellt.
Im Jahr 2020 durchlief McDermott ein Reorganisationsverfahren gemäß Chapter 11 des US-Insolvenzrechtsgesetzes. In diesem Zuge wurden die Tochtergesellschaften Lummus Technology und The Shaw Group veräußert. Beide Unternehmen kamen 2018 durch die Übernahme von CB&I in den Konzern.

## Schiffe
- Derrick Lay Vessel 2000[14]
- Construction Support Vessel 108
- Lay Vessel North Ocean 105
- Amazon, kombinierter Rohr-Kabelleger
- North Ocean 102
- Derrick Barge 30
- Derrick Barge 27
- Derrick Barge 32
- Agile
- Emerald Sea
- Thebaud Sea
- Intermac 650
- Intermac 600